# Krzysztof Dryja
Krzysztof Dryja, né le 4 janvier 1974, à Varsovie, en Pologne, est un ancien joueur de basket-ball polonais. Il évolue au poste de pivot.

## Palmarès
- Champion de Pologne 1995, 1997
- Coupe de Pologne 1998, 1999